# أبو بيض
أبو بيض أو قصبة (الاسم العلمي Paspalum)، جنس نباتات عشبية برية حولية كثيرة الاشطاء والدرنات البيضية تنتمي إلى فصيلة النجيلية. منتشرة في معظم أنحاء آسيا وأفريقيا وأستراليا والأمريكتين. والعديد من هذه الأعشاب تكون طويلة وسوقها فرعاء دقيقة، وهي نباتات معمرة خاصة التي في العالم الجديد. وهي أكثر تنوعًا في الأقاليم الحارة والمعتدلة.